# Dropping Stuff and Other Folk Songs
Dropping Stuff and Other Folk Songs ist ein Album von Ig Henneman, Jaimie Branch  und Anne La Berge. Die am 2. Dezember 2018 im Veranstaltungsort Splendor, Amsterdam, entstandenen Aufnahmen erschienen am 15. Juli 2019 auf Relative Pitch Records in Zusammenarbeit mit Wig Records.

## Hintergrund
Das Album ist Mike Panico, dem Anfang Oktober 2018 im Alter von 53 Jahren gestorbenen Gründer von Relative Pitch Records gewidmet, der die niederländische Bratschistin und Komponistin Ig Henneman gebeten hatte, ein Projekt vorzuschlagen, das im Sommer 2019 auf dem Label veröffentlicht werden sollte. Dies führte dazu, dass Henneman zwei US-Kolleginnen zur spontanen Improvisation versammelte, die Trompeterin Jaimie Branch und die Flötistin Anne La Berge.

## Titelliste
- Ig Henneman / Jaimie Branch / Anne La Berge: Dropping Stuff and Other Folk Songs (Relative Pitch Records)[1]

1. Sauntering New Roads 5:43
2. Gigging 5:06
3. Stevens’ Dog 5:12
4. When Bells Stop Ringing 9:28
5. Soup 5:42
6. Canal Rounds 4:37
7. Slamming 1:31
8. Dropping stuff and other folk songs 7:40

Die Kompositionen stammen von Ig Henneman / Jaimie Branch / Anne La Berge.

## Rezeption

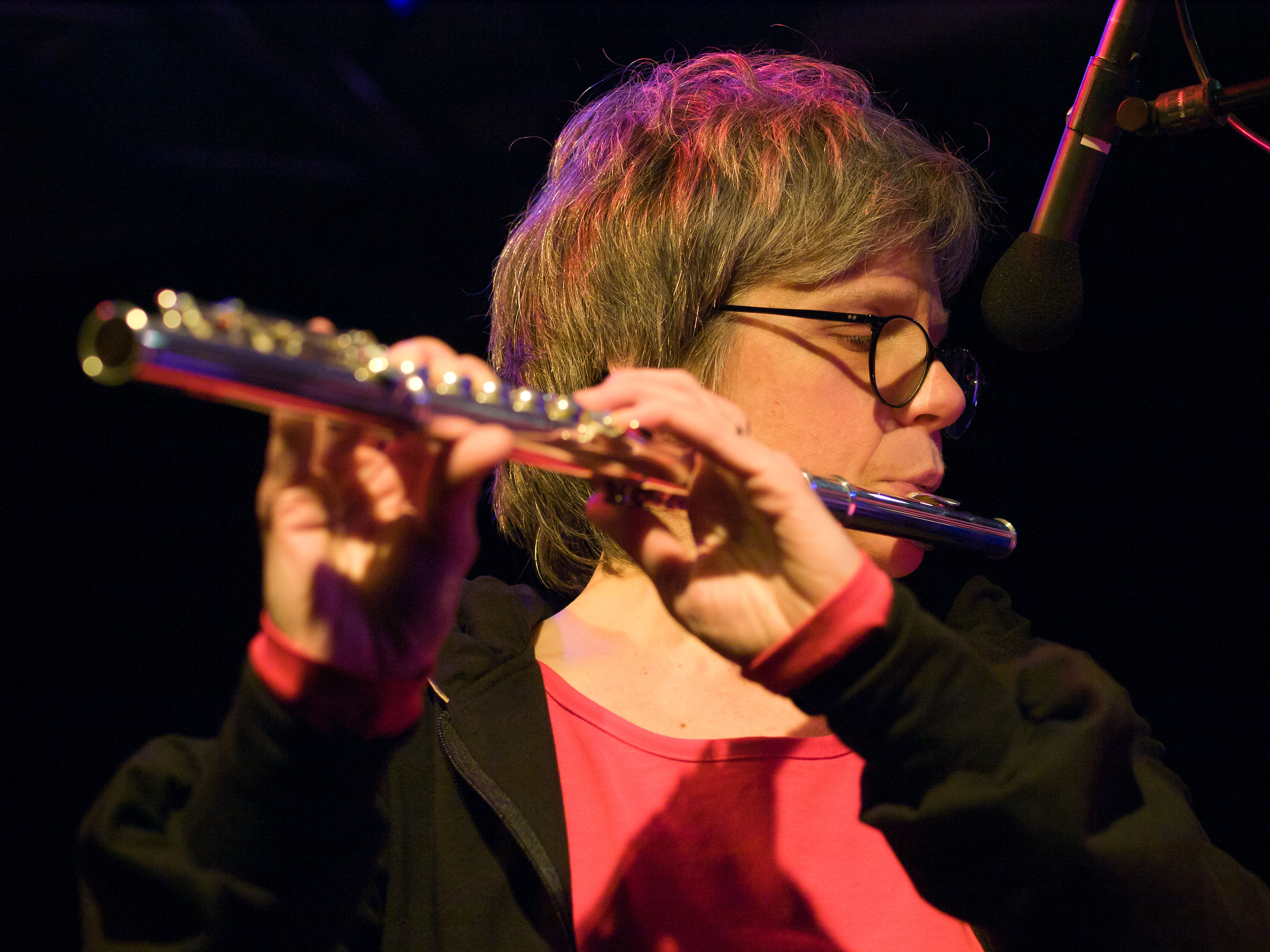
Anne La Berge bei einem Auftritt in der Münchner Unterfahrt 2011

Auch wenn es „Dropping Stuff and Other Folk Songs“ heißt, solle man hier keine Coverversionen von Woody Guthrie erwarten, schrieb Allison Hussey (Pitchfork Media). Jaimie Branch habe sich vielmehr mit der Bratschistin Ig Henneman und der Flötistin Anne LaBerge für eine Reihe von freien Improvisationen zusammengetan. Ihre Trompete stehe in scharfem Kontrast zu LaBerges luftigen Flitzen und Hennemans eigenartigen Schnörkeln; die Kompositionen legten großen Wert auf große Offenheit, und die Beiträge von Branch würden die Schatten erhellen. „Dropping Stuff“ sei im Vergleich zu einem Großteil der Diskographie der Trompeterin spärlich und eisig, ein weiterer Beweis für ihre scheinbar grenzenlose Improvisationskraft.
Die drei Musikerinnen würden vor allem mit den Geräuschfacetten ihrer Instrumente spielen, meint Xavier Plus (Skug). Gelegentlich würden zwar verstimmte Linien aneinander gerieben, sodass schaurige Melodien entstünden, aber meistens werde gekratzt, geatmet, gescharrt, geklopft und vieles mehr. Die Stücke »Steven’s Dog« und »When Bells Stop Ringing« böten einen guten Einstieg in das Geschehen. Die klangliche Überblendung von Bratsche, verschiedenen Flöten und Trompete sei eine stete Quelle der Überraschungen, und die drei Musikerinnen hätten jeweils beeindruckende wie immer wieder überraschende Klangrepertoires auf ihren Instrumenten zu bieten. Es sei Musik voller Wendungen und ohne jede [vorgegebene] Form, Wiederholungen oder gar roten Faden.